# 伊利斯股票指數
伊利斯股票指數，香港股票市場首個股票指數，於1946年由伊利斯（F.M.Ellis）構想和編制的股票市場指標，於1947年至1949年成為香港證券交易所的股票指數，比1960年代的恒生指數早近20年。

## 歷史
1946年中，香港重光後不足一年，香港的經濟數據已接近1939年同期的水平，使當時任職於香港证券交易所的会员经纪——伊利斯萌生一個研究制定香港的股票指数的念頭。
經過半年考察，伊利斯將一批在香港市值大、資產多、經營狀況良好、派息穩定的上市公司的股票作為成份股（具體公司名稱及數目不詳），只知在1946年的平安夜把指數基點定為100。1947年開市第一天（1月2日）指數開始逐日計算並向同會的會員發佈。但伊利斯於1949年9月6日猝逝，而伊利斯指數在9月7日收報124.83點，及後停止編制及報價而遭淡忘。

## 伊利斯指數走勢
以下是伊利斯指數3年間最高點及最低點的紀錄： 
- 1947年 155.82 123.88
- 1948年 148.68 134.05
- 1949年 138.37 123.32

### 走勢
1947年伊利斯指數正式面世當日就急升23.88點至123.88點，期間因國共內戰爆發，通貨膨脹使工商業家把資產吐現，並撤出中國，使大量資金湧到香港，可惜資金到香港後，一時間沒有出路，便轉向投資地產及證券，使伊利斯指數高見155.82 點，然而，隨著國軍部隊的敗退，使一直高企的指數跌了一跌。
1948年持續因國共內戰使流入香港的資金更多，但因投資者擔憂戰火會燃及香港，使指數最高與最低約相差10點，指數報最高148.68點，最低報134.05點。走勢牛皮向淡，證明投資者心態既不盲目樂觀，又不徹底悲觀，多持觀望態度，靜待局勢轉變。
1949年由於中華民國政府敗績已呈，流入香港的資金達到高潮，1949年8月11日流入港澳的黃金達合共2萬兩，一周以來合共五、六萬兩之多。但投资者已對股票及地產已有戒心，加上當時謠傳解放軍會用武力佔領香港，使指數全年最高只報138.37點，最低123.32點。香港股市進入了熊市，並持續低迷了兩年。

### 相關記載
對於伊利斯指數的升幅跌勢，1950年的香港《經濟年報》有一段有關股市的記述：
“作為香港金融性商品投機第二大的市場——股票市場，過去一年來的趨勢，卻與黃金市場同一命運，走着不斷向下的斜路。”
“1949年一年來的股票交易(迄至12月份頭3周止)，交投共約380多萬股，總值5800多萬港幣，比對去年1.48億，萎縮了近70%。每月平均交易480余萬，比對去年每月平均1300萬元 ，亦即等於去年生意的三分之一。”
1981年《香港經濟年鑒》載：1948年證券市場股票成交額為1.59億港元，1949年為0.88億港元，1950年為0.60億港元。